# 張柱 (弘治進士)
張柱（1454年—？），字汝賢，四川重慶府涪州黑石里人，軍籍，明朝政治人物。

## 生平
弘治五年（1492年）壬子科四川鄉試第二十七名舉人，九年（1496年）丙辰科會試副榜，十五年（1502年）中式壬戌科會試第二十八名，三甲第七十七名進士。授南京戶部主事。

## 家族
曾祖張德昱；祖父張玄，濟南府教授，封兵科左給事中；父張善吉，兵科都給事中。母馮氏（封孺人）。